# Industrialized Overload
Industrialized Overload är en promosingel från 2017 av den amerikanske musikern Serj Tankian. Låten spelades in flera år innan den lanserades och är en av Tankians tidigaste sololåtar. I nyhetsbrevet som Tankian skickade ut vid lanseringen av "Industrialized Overload" nämnde han att den "rubbade hans egna normala hjärnmönster". Låten var tillgänglig för gratis nedladdning fram till den 31 december 2017. Greg Kennelty från Metal Injection kallade "Industrialized Overload" för "spastisk" medan Zoe Camp från Revolver benämnde den "minimalistisk", "excentrisk" och "bisarr".

## Låtlista
Alla låtar är skrivna och komponerade av Serj Tankian, om inte annat anges. 
| Nr | Titel                   | Längd |
| -- | ----------------------- | ----- |
| 1. | Industrialized Overload | 3:37  |